# Baia di Matavai
La baia di Matavai è una baia della costa settentrionale dell'isola di Tahiti, la maggiore delle Isole del Vento della Polinesia francese. Situata nel comune di Mahina, si tratta del luogo del primo approdo sull'isola da parte di Samuel Wallis nel 1767; da allora, la baia ha avuto un ruolo essenziale nell'installazione degli europei sull'isola e in Polinesia.

## Storia
La baia di Matavai fu il luogo del primo contatto tra i polinesiani e gli europei quando, il 17 giugno 1767, vi approdò il britannico Samuel Wallis che incontrò il capo Oberea. Il britannico battezzò dunque Tahiti Isola di Re Giorgio. Alcuni mesi più tardi fu Louis-Antoine de Bougainville ad entrare nella baia, più precisamente il 2 aprile 1768 per poi restare una dozzina di giorni sull'isola che chiamò Nuova Citera in omaggio alla ionia Cerigo.
La baia fu in seguito il luogo di approdo di diverse spedizioni dirette in Polinesia. James Cook vi sbarcò durante la sua prima spedizione per poter osservare il transito di Venere il 3 giugno 1769 e poi durante la sua seconda spedizione restandovi dal 15 agosto al 1 settembre 1773 e di nuovo durante il suo terzo viaggio dal 13 agosto all'8 dicembre 1777.
Successivamente, il 5 marzo 1797, la baia fu il luogo di approdo dei primi missionari protestanti inglesi inviati dalla Società missionaria di Londra, sancendo così l'inizio della cristianizzazione dell'arcipelago. L'arrivo del Vangelo è ancora oggi oggetto di commemorazioni ogni anno in questa data.